# Maria Anderski
Maria Anderski (* 1981) ist eine deutsche Kostümbildnerin.

## Leben und Werk
Maria Anderski wuchs in Düsseldorf und Paraguay auf. Nachdem sie 2000 ihr Abitur in Düsseldorf gemacht hatte, begann sie 2001 eine Ausbildung zur Maßschneiderin, die sie 2004 abschloss. Danach absolvierte sie ein Studium für Kostümbild in Maastricht und Barcelona. Bereits während ihres Studiums arbeitete sie bis 2008 als Kostümassistentin am Düsseldorfer Schauspielhaus.
Es folgte eine dreijährige Kostümassistenz am Schauspiel Hannover. Während dieser Zeit entstanden erste Kostüme, etwa am Theater Osnabrück für Rebekka Kricheldorfs Die Ballade vom Nadelbaumkiller (Regie: Dorothea Schroeder). Vor allem entwarf sie jedoch Kostüme am Schauspiel Hannover, wo sie unter anderem mit Regisseuren wie Nora Hecker, Marc Prätsch, Christian Tschirner, Jakob Weiss und Florian Fiedler zusammenarbeitete. Dort entwarf sie 2010 für Mina Salehpours Inszenierung Invasion! von Jonas Hassen Khemiri die Kostüme, wo sich der Beginn einer langen Zusammenarbeit abzeichnete. Mit Salehpour entstanden neben Arbeiten am Schauspiel Hannover auch Werke am Grips-Theater Berlin, Staatstheater Braunschweig, Staatstheater Karlsruhe, Staatstheater Stuttgart, Theater Bonn, Schaubühne am Lehniner Platz, Staatstheater Dresden und Det Norske Teatret Oslo. Daneben arbeitete sie mit Malte C. Lachmann am Schauspiel Hannover, Jakob Weiss am Ballhaus Ost Berlin und Robert Neumann am Staatstheater Stuttgart.

## Auszeichnungen
- 2011: Weiter so! Förderpreis: Bestes Kostümbild für die Produktion Fatima von Atiha Sen Gupta in der Regie von Mina Salehpour